# Yalda Hakim

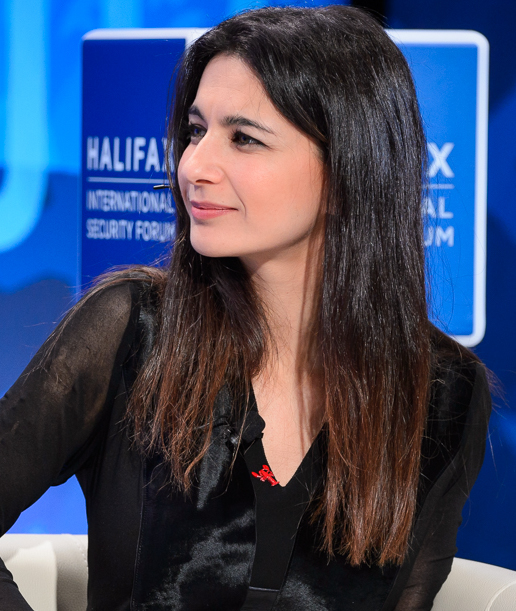
Yalda Hakim (2017)

Yalda Hakim (* 25. oder 26. Juni 1983 in Kabul, Afghanistan) ist eine australische Fernsehmoderatorin und Journalistin des britischen Fernsehsenders Sky News.

## Leben und Karriere
Yalda Hakim wurde während der Sowjetischen Intervention in Afghanistan in der afghanischen Hauptstadt Kabul geboren. Die Familie floh nach sechs Monaten nach Pakistan und nach zwei weiteren Jahren nach Australien. Hakim besuchte in Parramatta City eine weiterführende Mädchenschule, bevor sie von 2002 bis 2004 erfolgreich ihr Bachelorstudium in Medienwissenschaften an der Macquarie University absolvierte. Ihr Diplom in Journalismus absolvierte sie 2005 am Macleay College. Ein weiteres Journalismusstudium absolvierte sie 2007 per Fernstudium an der Monash University.
Hakim fand schließlich Arbeit als Journalistin beim australischen Fernsehsender SBS. Für dessen Fernsehsendung Dateline reiste sie 2008 wieder nach Kabul und berichtete fortan über die dortigen Geschehnisse. Für ihre Arbeit wurde sie mit dem United Nations Media Peace Prize ausgezeichnet und für den Young Australian Journalist of the Year nominiert. Ab 2011 wurde Hakim als Moderatorin für Dateline eingesetzt. Nur ein Jahr später wurde sie von der BBC abgeworben und begann ab März 2013 regelmäßig als Moderatorin für BBC World News und BBC News zu arbeiten. Für die Sendung Newsnight interviewte sie im Oktober 2013 den afghanischen Präsidenten Hamid Karzai.
Im Juli 2023 wurde bekannt, dass Hakim die BBC verlässt und zu Sky News wechselt. Bei Sky News hatte sie (Stand Anfang 2025) den einstündigen Sendeblock "The World with Yalda Hakim", der außer freitags täglich ab 22 Uhr MEZ läuft. Neben Englisch spricht Hakim Persisch, Dari-Persisch und Paschtu.